# Deborah Meister
Deborah Meister (* 1990 in Zürich) ist eine schweizerisch-US-amerikanische Filmschauspielerin und Musicaldarstellerin.

## Leben und Karriere
Deborah Meister wurde 1990 in Zürich geboren. Bereits ab 2000 hatte sie erste Auftritte in Kurzfilmen und im Theater. Ihre schauspielerische Ausbildung absolvierte sie zwischen 2006 und 2009 an der European Film Actor School in Zürich sowie an der StageArt Musical&Theatre School SAMTS in Adliswil. Von 2010 bis 2011 studierte sie an der American Musical and Dramatic Academy in New York und hatte danach immer wieder kleinere Auftritte in amerikanischen Filmen und Serien sowie am Theater und Musicals.

## Filmografie (Auswahl)
- 2009: My Brother (Kurzfilm)
- 2011: Pan Am (Fernsehserie, eine Folge)
- 2014: Top Five
- 2015: Der Kriminalist (Fernsehserie, eine Folge)
- 2016: The Middle (Fernsehserie, eine Folge)
- 2016: Fatales Vertrauen – Dem Mörder so nah (Unusual Suspects, Fernsehserie, eine Folge)
- 2016: Schicksale – und plötzlich ist alles anders (Fernsehserie, eine Folge)
- 2016: In Gefahr – Ein verhängnisvoller Moment (Fernsehserie, eine Folge)
- 2017: Pure Genius (Fernsehserie, eine Folge)
- 2020 I want to be single with you (Fernsehserie, eine Folge)
- 2022: Es geschah am... Swissair 111 - Absturz über Halifax
- 2023: Neumatt (Fernsehserie, Eine Folge)